# Ор (Ардени)
Ор (фр. Aure (Ardennes)) је насељено место у Француској у региону Шампања-Ардени, у департману Ардени.
По подацима из 2011. године у општини је живело 48 становника, а густина насељености је износила 3,77 становника/km².

## Демографија
| 1962. | 1968. | 1975. | 1982. | 1990. | 2011. |
| ----- | ----- | ----- | ----- | ----- | ----- |
| 102   | 89    | 74    | 66    | 56    | 48    |